# Dimorphocalyx australiensis
Dimorphocalyx australiensis là một loài thực vật có hoa trong họ Đại kích. Loài này được C.T.White mô tả khoa học đầu tiên năm 1935 publ.1936.